# 滋賀県立三雲養護学校
滋賀県立三雲養護学校（しがけんりつ みくもようごがっこう）は、滋賀県湖南市に所在する特別支援学校である。知的障害および肢体不自由のある児童生徒を対象とし、小学部・中学部・高等部を設置している。
滋賀県立石部高等学校内に「石部分教室」を設置しているほか、国立病院機構紫香楽病院に入院している児童生徒を対象とした「紫香楽校舎」がある。

## 沿革
- 1946年11月15日 - 近江学園内に教員が配置され、施設内特殊学級が開設される。石山小学校、粟津中学校近江学園分校となる。
- 1952年4月1日 - 南郷中学校の新設により、粟津中学校近江学園分校は南郷中学校近江学園分校となる。
- 1970年4月1日 - 落穂寮・一麦寮の石部町移転に伴い、石部小学校、甲西中学校の施設内特殊学級が開設される。
- 1971年9月1日 - 近江学園の石部町移転に伴い、施設内特殊学級は石部小学校・甲西中学校東寺分校となる。
- 1975年4月1日 - 石部中学校新設により、甲西中学校東寺分校は石部中学校東寺分校となる。
- 1976年3月1日 - 新設石部養護学校の開校準備事務所が設置される。
- 1976年4月1日 - 滋賀県立石部養護学校が設置され、秂信雄が初代校長に就任。
- 1976年9月22日 - 開校記念式が挙行される。
- 1977年5月6日 - 校舎新築用地が甲西町柑子袋に決定する。
- 1979年2月24日 - 校舎が完成。
- 1979年4月1日 - 新校舎に移転。校名を「滋賀県立三雲養護学校」に改称。義務制実施に伴い、地域通学生の受け入れ、紫香楽病院入院児・在宅児への訪問教育を開始。
- 1982年4月1日 - 紫香楽病院入院児に対する紫香楽校舎での教育開始。高等部を設置。
- 1983年3月23日 - プールが完成。
- 1983年4月30日 - 体育館が完成。
- 1985年3月19日 - 紫香楽校舎が完成。
- 1985年4月30日 - 高等部棟が完成。
- 1987年4月1日 - 文部省教育課程研究指定校となる（1987・1988年度）研究課題：「児童・生徒の実態に即した指導内容、方法に関する研究」「意欲を育てる指導を目指して」
- 1988年4月1日 - 県特殊学校教育課程研究指定校となる（1988・1989年度）。
- 1988年11月25日 - 文部省特殊教育課程研究発表大会を開催。
- 1990年4月1日 - 知的障害・肢体不自由併設に伴う新設準備室を設置。文部省「心身障害児適正就学推進研究」指定を受ける。
- 1991年3月31日 - 高等部新棟が完成。
- 1991年4月1日 - 知的障害・肢体不自由併設校となり、校区が甲賀郡内に設定される。
- 1994年8月9日 - 第33回全日本特殊教育研究連盟全国大会（滋賀大会）を当番校として開催。
- 1996年12月17日 - グラウンドの暗渠工事が完成。
- 1998年9月20日 - 開校20周年記念事業「みくものつどい」を開催。
- 2004年4月1日 - 高等学校への高等養護学校併設に関する研究指定を受ける（2004・2005年度）。
- 2004年11月24日 - 図書室棟が完成。
- 2005年3月28日 - 高等部棟に3教室を増築。
- 2005年11月18日 - 開校30周年記念式典を開催。
- 2007年4月1日 - 県特別支援教育（センター的機能と関係機関との連携）研究指定校となる。
- 2009年4月1日 - 「湖っ子食育推進支援事業」指定を受け、『湖っ子食育大賞優秀賞』を受賞。
- 2011年3月28日 - 高等部棟6教室増築工事が完成。
- 2011年4月1日 - 「自立と社会参加に向けた教育内容の充実に関する研究」指定校となる。
- 2012年2月9日 - 「知肢併置特別支援学校における児童生徒増加への対応策について」の中で、石部分教室を2013年度より開設することが示される。
- 2013年4月1日 - 滋賀県立石部高等学校内に『石部分教室』を開設。
- 2014年4月1日 - 「特別支援学校におけるセンター的機能に関する研究」指定校となる。
- 2014年 - 再度「湖っ子食育推進支援事業」指定を受け、『湖っ子食育大賞優秀賞』を再受賞。
- 2015年4月1日 - センター的機能と職業教育に関する研究指定を継続。
- 2015年11月1日 - 創立40周年記念式典を開催。
- 2016年4月1日 - 前年度までの研究指定を継続。
- 2018年4月1日 - 高等部・石部分教室でコース制を導入。老朽化対策として本校1〜3棟、体育館の長寿命化工事を実施。
- 2019年4月1日 - 紫香楽校舎と雲井小学校との交流教育が評価され、「インクルーシブ教育賞」を受賞。
- 2020年4月1日 - 小学部副次籍に関わる研究指定を受け、敷地前道路の整備を実施。
- 2022年4月1日 - 石部分教室施設改修（照明LED化、防寒対策、農場獣害対策）を実施。
- 2023年12月20日 - 「しがのふるさと支え合いプロジェクト」協定を「東寺棚田を守る会」と締結（2023～2025年度の活動）[1]。

## 通学区域
- 本校：甲賀市、湖南市
- 石部分教室：大津市（粟津中学校、北大路中学校区以南および以東） 、近江八幡市（旧安土町を除く） 草津市、守山市、栗東市、甲賀市、野洲市、湖南市、蒲生郡竜王町、蒲生郡日野町（通学調整区）[2]
- 紫香楽校舎：紫香楽病院に入院中の生徒

## スクールバスコース
- 菩提寺コース
- 信楽コース
- 甲西コース
- 甲南コース
- 甲南・水口コース
- 土山コース
- 水口・石部コース[3]

## 歴代校長一覧
| 代     | 氏名        | 就任年 |
| ------ | ----------- | ------ |
| 初代   | 秂 信雄     | 1976年 |
| 第2代  | 海老原 周平 | 1980年 |
| 第3代  | 中森 清司   | 1984年 |
| 第4代  | 内林 善一   | 1987年 |
| 第5代  | 田淵 隆     | 1990年 |
| 第6代  | 山本 喜夫   | 1992年 |
| 第7代  | 吉田 誠三   | 1995年 |
| 第8代  | 川下 武郎   | 1997年 |
| 第9代  | 髙田 善明   | 1998年 |
| 第10代 | 野村 泰彦   | 2001年 |
| 第11代 | 武藤 敬助   | 2003年 |
| 第12代 | 伴野 敬一   | 2005年 |
| 第13代 | 目片 幸生   | 2009年 |
| 第14代 | 大植 常夫   | 2011年 |
| 第15代 | 冨永 善隆   | 2013年 |
| 第16代 | 大田 祥登   | 2015年 |
| 第17代 | 安藤 宗久   | 2016年 |
| 第18代 | 井尻 正志   | 2018年 |
| 第19代 | 稲葉 芳子   | 2020年 |
| 第20代 | 嘉瀨 英紀   | 2022年 |
| 第21代 | 寺田 伸一   | 2025年 |

## 所在地
- 本校：〒520-3233 滋賀県湖南市柑子袋1546
- 石部分教室：〒520-3112 滋賀県湖南市丸山2丁目3-1
- 紫香楽校舎：〒529-1803 滋賀県甲賀市信楽町牧1019-2